# 31. ročník udílení Nickelodeon Kids' Choice Awards
31. ročník udílení cen Nickelodeon Kids' Choice Awards se konal 24. března 2018. Moderátorem ceremoniálu byl John Cena. Ceremoniál se odehrával v The Forum v Inglewoodu v Kalifornii. V průběhu večera vystoupili Jojo Siwa a N.E.R.D.

## Vítězové a nominovaní

### Film
| Nejoblíbenější film | Nejoblíbenější filmový herec |
| --- | --- |

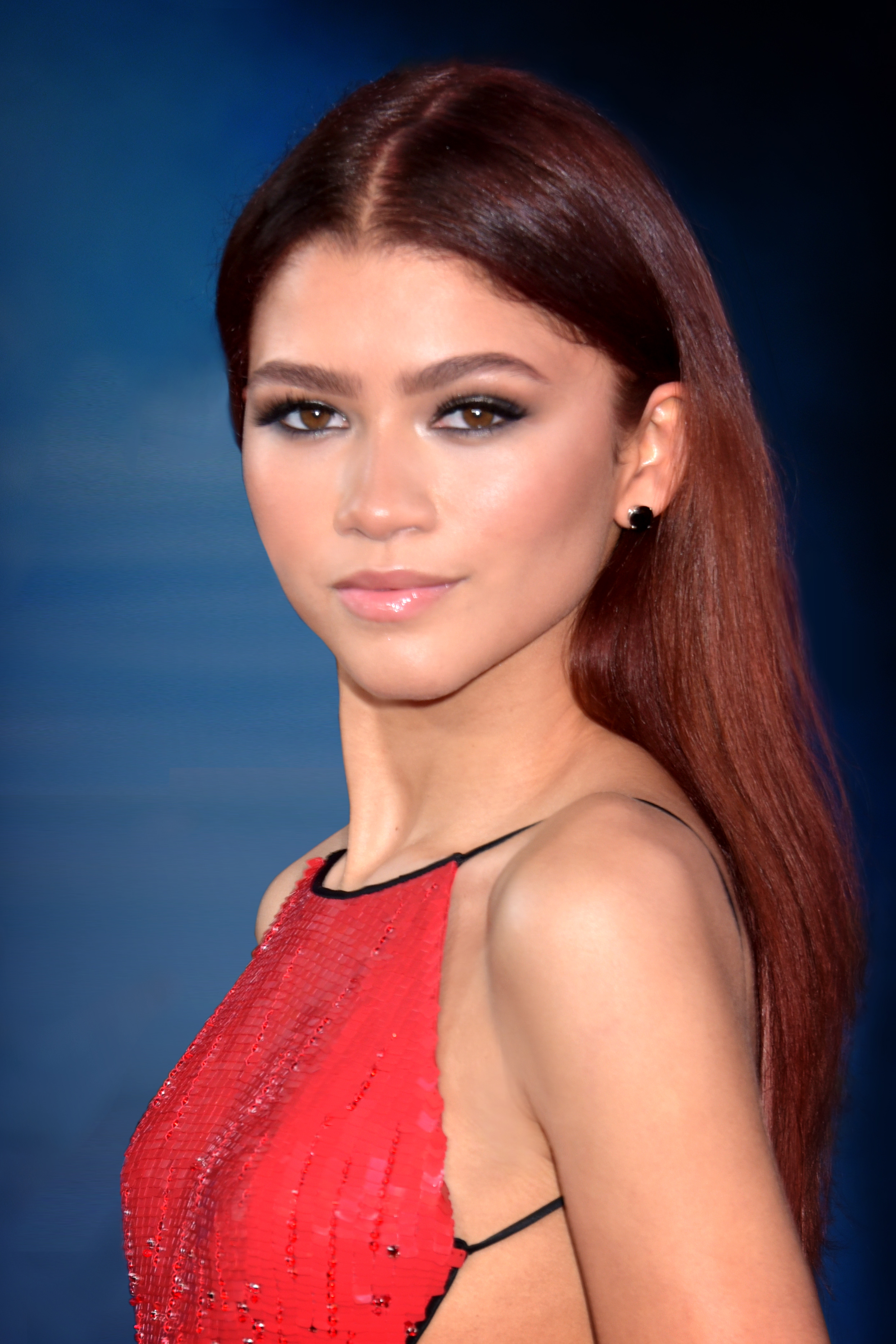
Zendaya, vítězka v kategorii nejoblíbenější filmová herečka

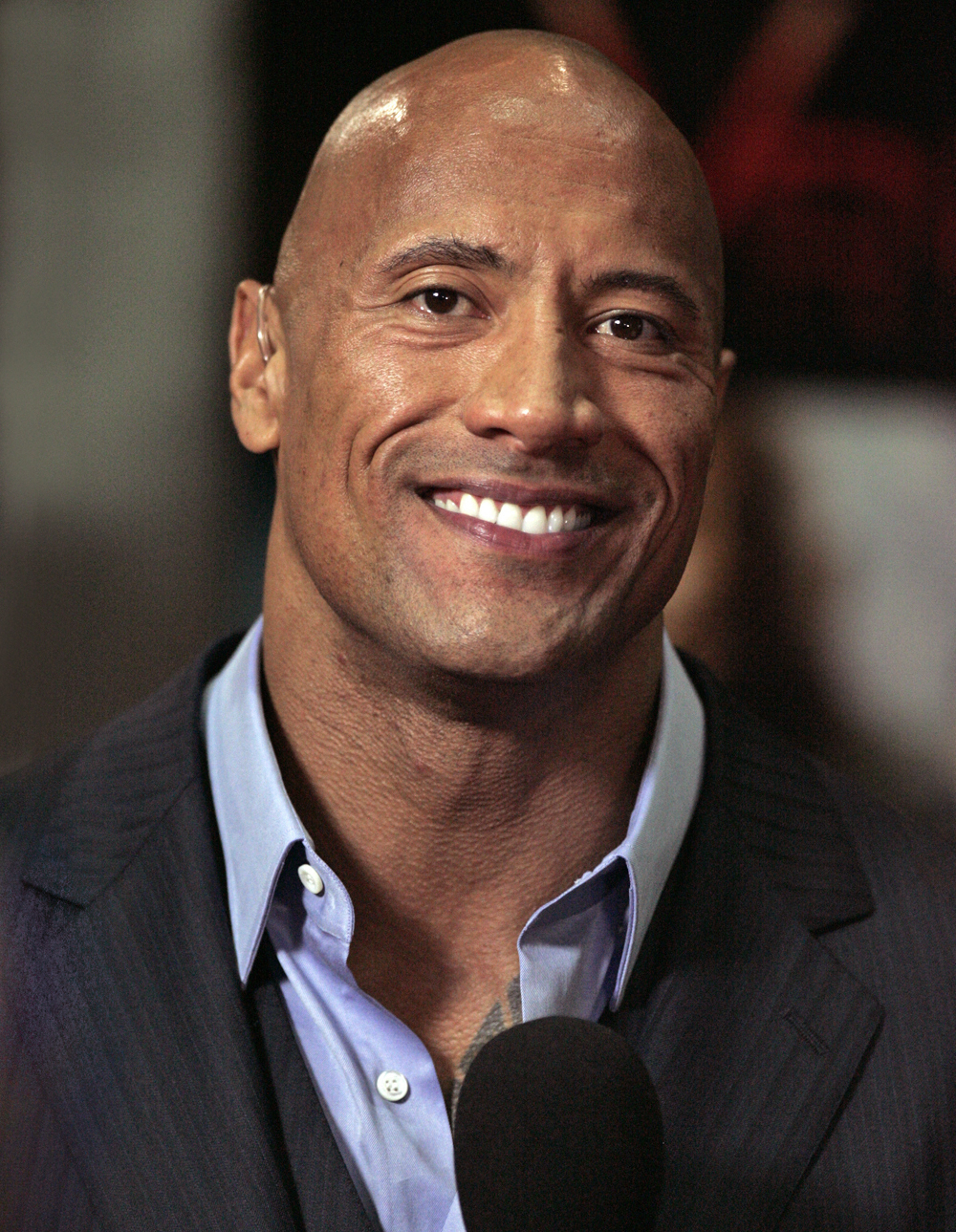
Dwayne Johnson, vítěz v kategorii nejoblíbenější filmový herec

| Jumanji: Vítejte v džungli! - Kráska a Zvíře - Největší showman - Strážci Galaxie Vol. 2 - Ladíme 3 - Spider-Man: Homecoming - Star Wars: Poslední z Jediů - Wonder Woman | Dwayne Johnson jako Dr. Smolder Bravestone – Jumanji: Vítejte v džungli! - Ben Affleck jako Bruce Wayne / Batman – Liga spravedlnosti - Will Ferrell jako Brad Whitaker – Táta je doma 2 - Kevin Hart jako Moose Finbar – Jumanji: Vítejte v džungli! - Chris Hemsworth jako Thor – Thor: Ragnarok - Chris Pratt jako Peter Quill / Star-Lord – Strážci Galaxie Vol. 2 |
| Nejoblíbenější filmová herečka | Nejoblíbenější animovaný film |
| Zendaya jako Michelle – Spider-Man: Homecoming a jako Anne Wheeler – Největší showman - Gal Gadotová jako Diana Prince / Wonder Woman – Wonder Woman a Liga spravedlnosti - Anna Kendrick jako Beca – Ladíme 3 - Daisy Ridley jako Rey – Star Wars: Poslední z Jediů - Zoe Saldana jako Gamora – Strážci Galaxie Vol. 2 - Emma Watsonová jako Belle – Kráska a Zvíře | Coco - Kapitán Bombarďák ve filmu - Auta 3 - Já, padouch 3 - Emoji ve filmu - Ferdinand - LEGO Batman film - Šmoulové: Zapomenutá vesnice |

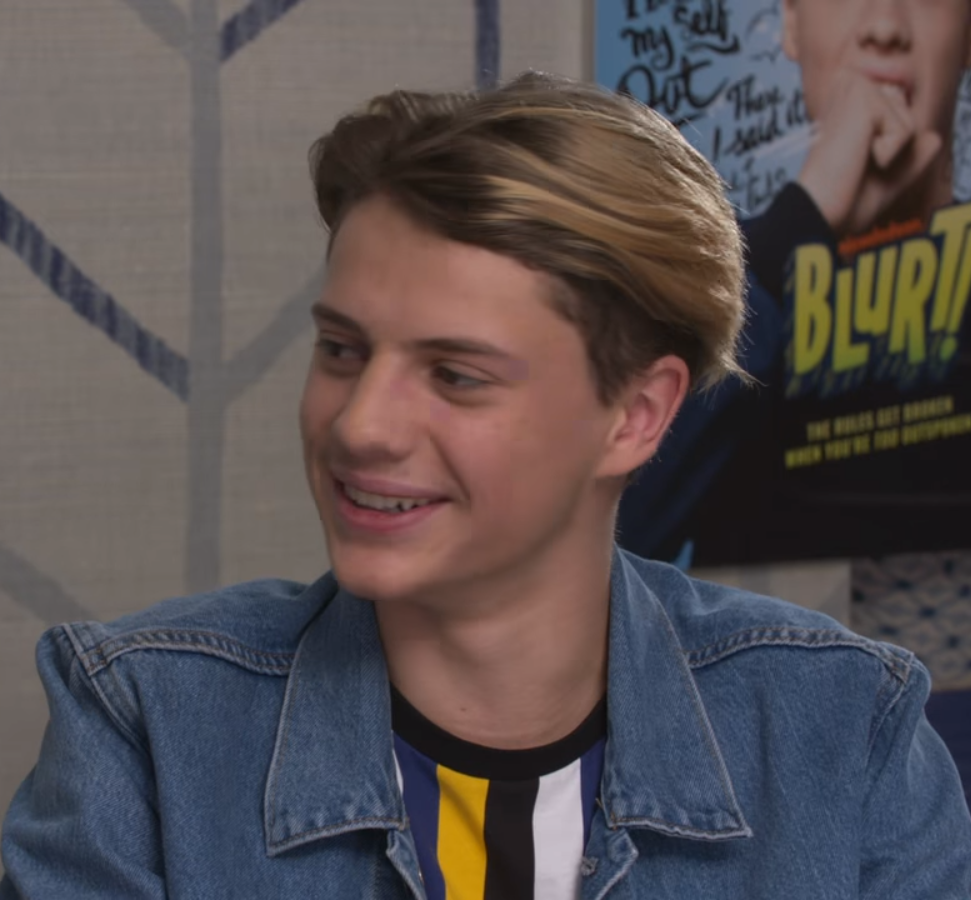
Jace Norman, vítěz v kategorii nejoblíbenější televizní herec

### Televize
| Nejoblíbenější televizní seriál | Nejoblíbenější televizní herec |
| --- | --- |
| Stranger Things - Teorie velkého třesku - The Flash - Zase máme plný dům - Henry Nebezpečný - Tajný život K.C. - Power Rangers Ninja Steel - Super Thundermanovi - Simpsonovi | Jace Norman jako Henry Hart / Kid Danger – Henry Nebezpečný - Jack Griffo jako Max Thunderman – Super Thundermanovi - Grant Gustin jako Barry Allen / Flash – The Flash - Andrew Lincoln jako Rick Grimes – Živí mrtví - Jim Parsons jako Sheldon Cooper – Teorie velkého třesku - William Shewfelt jako Brody Romero / Černý strážce – Power Rangers Ninja Steel |
| Nejoblíbenější televizní herečka | Nejoblíbenější animovaný seriál |
| Millie Bobby Brownová jako Jedenáctka – Stranger Things - Candace Cameron Bure jako D.J. Tanner-Fuller – Zase máme plný dům - Kaley Cuoco jako Penny – Teorie velkého třesku - Lizzy Greene jako Dawn Harper – Nicky, Ricky, Dicky a Dawn - Kira Kosarin jako Phoebe Thunderman – Super Thundermanovi - Zendaya jako K.C. Cooper – Tajný život K.C. | SpongeBob v kalhotách - Alvin a Chipmunkové - Hlasiťákovi - Vzestup Želv Ninja - Mladí Titáni do toho! |

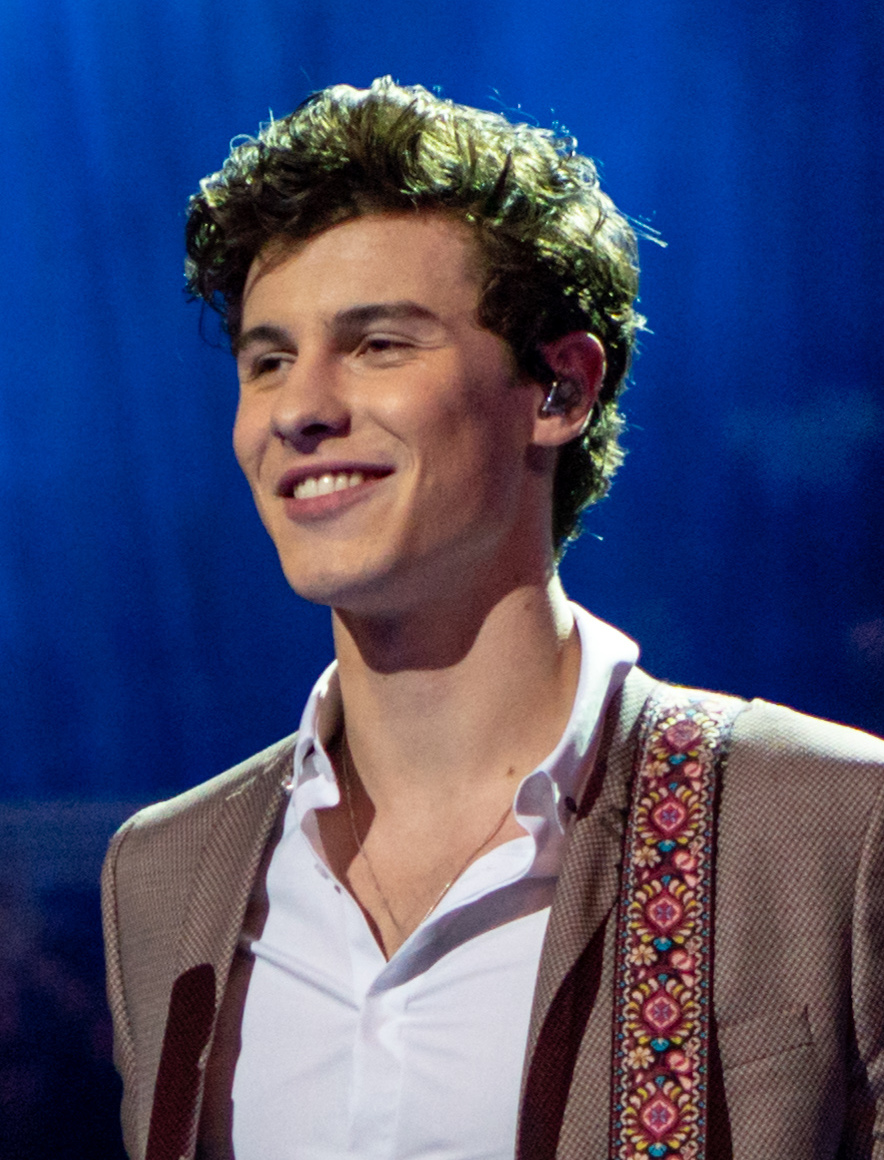
Shawn Mendes, vítěz v kategorii nejoblíbenější zpěvák

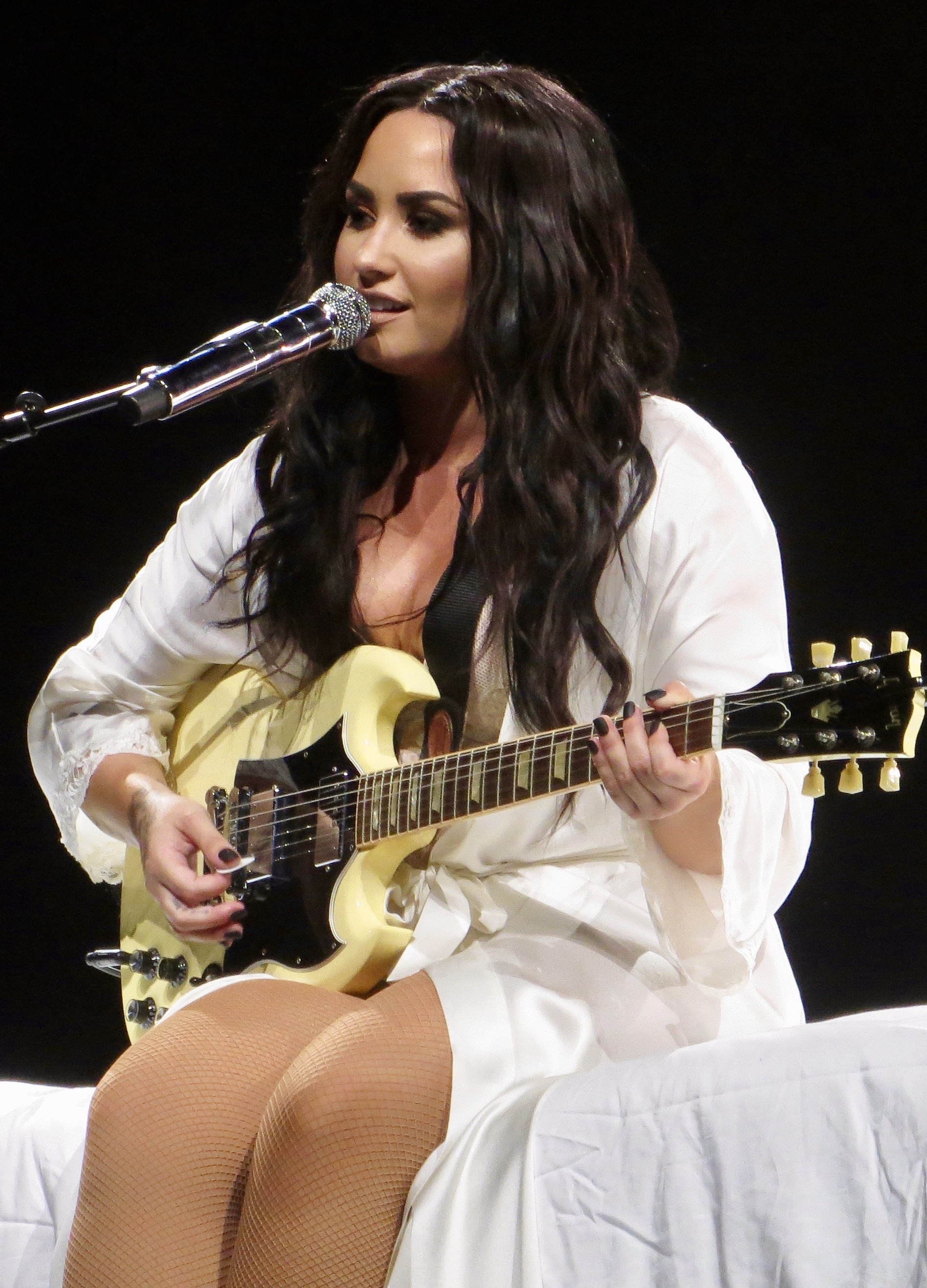
Demi Lovato, vítězka v nejoblíbenější zpěvačka

### Hudba
| Nejoblíbenější hudební skupina                                                               | Nejoblíbenější zpěvák |
| -------------------------------------------------------------------------------------------- | --- |
| Fifth Harmony - The Chainsmokers - Coldplay - Imagine Dragons - Maroon 5 - Twenty One Pilots | Shawn Mendes - Luis Fonsi - DJ Khaled - Kendrick Lamar - Bruno Mars - Ed Sheeran |
| Nejoblíbenější zpěvačka                                                                      | Písnička roku |
| Demi Lovato - Beyoncé - Selena Gomez - Katy Perry - P!nk - Taylor Swift                      | „Shape of You“ – Ed Sheeran - „Despacito (Remix)“ – Luis Fonsi a Daddy Yankee feat. Justin Bieber - „HUMBLE.“ – Kendrick Lamar - „I'm the One“ – DJ Khaled feat. Justin Bieber, Quavo, Chance the Rapper & Lil Wayne - „It Ain't Me“ – Kygo a Selena Gomez - „Look What You Made Me Do“ – Taylor Swift - „That's What I Like“ – Bruno Mars - „Thunder“ – Imagine Dragons |
| Objev roku                                                                                   | Nejoblíbenější globální hudební hvězda |
| Camila Cabello - Alessia Cara - Cardi B - Noah Cyrus - Khalid - Harry Styles                 | BTS - Black Coffee - Zara Larsson - Lorde - Maluma - Taylor Swift - The Vamps |

### Ostatní
| Nejoblíbenější videohra | Nejoblíbenější instagramové zvířatka                                                  |
| --- | ------------------------------------------------------------------------------------- |
| Just Dance 2018 - Lego Marvel Super Heroes 2 - Mario Kart 8 Deluxe - Minecraft: Java Edition - Star Wars Battlefront II - Super Mario Odyssey | Jiffpom - itsdougthepug - Juinperfoxx - Nala_Cat - Realdiddykong - RealGrumpyCat      |
| Nejoblíbenější youtuber (zábava) | Nejoblíbenější youtuber (komedie)                                                     |
| Liza Koshy - DanTDM - Dude Perfect - Markiplier - Miranda Sings - Alex Wassabi | JoJo Siwa - Ayo & Teo - Jack & Jack - Johnny Orlando - Jacob Sartorius - Why Don't We |
| Nejoblíbenější taneční trend |                                                                                       |
| „The Backpack Kid“/„Swish Swish“ – Russell Horning a Katy Perry v pořadu Saturday Night Live - „The Lemon Challenge“ – N.E.R.D - „The Milly Rock“ – Jesse Lingard a jeho oslava gólu - „The Rolex“ – Ayo & Teo - „The Shoot Dance“ – BlocBoy JB - „The Stir Fry“ – Migos |                                                                                       |